# オットー・ヴァイニンガー
オットー・ヴァイニンガー（Otto Weininger, 1880年4月3日 - 1903年10月4日）は、オーストリアのユダヤ系哲学者。
1903年の主著『性と性格』（Geschlecht und Charakter）は23歳で自殺を遂げた後に高く評価された。この書物は、今日では性差別主義かつ反ユダヤ主義であると考えられている。

## 生涯
オットー・ヴァイニンガーは、ユダヤ系の金細工師レーオポルト・ヴァイニンガーとその妻アーデルハイトの息子としてウィーンに生まれた。ハンガリー系ユダヤ人の家系。学業優秀だった彼は中等教育を卒えた後、1898年7月、ウィーン大学に入学し、哲学と心理学を専攻する傍ら、自然科学や医学をも学んだ。彼はまた多数の言語に通暁しており、18歳の時には古典ギリシア語とラテン語、フランス語、英語、のちにはスペイン語やイタリア語をも流暢に操った。
1901年秋、ヴァイニンガーは論文『エロスとプシュケ』（Eros und Psyche. Eine biologisch-psychologische Studie）を出版しようと試みた。結局この論文は、1902年に学位論文として提出することになる。ジークムント・フロイトに会ったが、フロイトはこの論文を出版社に推薦しようとしなかった。ウィーン大学の教授たちはこの論文を学位論文として受理し、ヴァイニンガーは哲学博士の学位を受けた。彼が意気揚々とプロテスタントの洗礼を受けたのは、その直後のことである。
1902年夏、ヴァイニンガーは旅先のバイロイトでリヒャルト・ワーグナーの『パルジファル』を鑑賞し、深い感銘を受けた。ドレスデンやコペンハーゲンやオスロなどを旅した後、彼はウィーンに帰還した。その頃から彼は鬱病の兆候を見せ始めた。ドッペルゲンガーに悩まされたのもこの時期のことである。
1903年6月、ウィーンのブラウミュラー出版社が彼の主著『性と性格─或る基礎的研究』を刊行した。ヴァイニンガーによれば、この書物は「性にまつわる諸問題に新しい光を当てる」試みであった。この本は不評ではなかったものの、彼が予期していたような波紋は呼ばなかった。
同年10月3日、ヴァイニンガーはシュヴァルツシュパーニアー通り15番地の、ベートーヴェン終焉の館に部屋を取った。翌朝、彼は左胸に負傷し、盛装した姿で床に倒れているところを発見された。急遽病院に運ばれたが、彼は搬送先で死去した。23歳だった。

## 『性と性格』
主著『性と性格』において、彼は全人類が男性的形質と女性的形質を併せ持っていると主張し、この自説を科学的に立証しようと試みた。彼によると、男性的形質とは能動的・生産的・意識的・倫理的・論理的な性質であり、女性的形質とは受動的・非生産的・無意識的・非倫理的・非論理的な性質である。彼によると、女性解放とはレズビアンのような「男性的女性」のためのものであり、女性の人生は行動（たとえば娼婦）と生産（たとえば母）の両面において、もっぱら性機能のために費やされる。女性は本質的に「仲人」である。一方、男性（あるいは人間の中の男性的側面）の役割とは天才になるために生き延びることであり、彼が自身の中に見出すところの絶対者（すなわち神）に対する抽象的な愛のために性を超越することであるという。この本の相当部分は天才論である。
別の章においてヴァイニンガーは（彼自身1902年にキリスト教へ改宗したユダヤ人だが）、原初ユダヤ人を女性的な存在、本来非宗教的な存在、真に個人主義的な魂を持たぬ存在、善悪の感覚を持たぬ存在と分析する。彼によれば、キリスト教とは「最も高き信仰の最も高き表現」だが、ユダヤ教は「卑劣さの極致」である。ヴァイニンガーは現代という時代の腐敗を弾劾し、その腐敗の本質を女性的なもの、ユダヤ的なものと規定する。
ヴァイニンガーはベートーヴェンの終焉の館で拳銃自殺したが、ベートーヴェンこそはヴァイニンガーがあらゆる天才の中で最も偉大と目していた人物であった。この一事によりヴァイニンガーは時代の寵児となり、多数の模倣自殺者を生み、著書の評価を増した。こうして『性と性格』はストリンドベリから「あらゆる問題の中で最も難しい問題を解決した書物」という熱烈な讃辞を寄せられた。最も難しい問題とは、つまり女性問題のことである。

## ヴィトゲンシュタインに対する影響
ルートヴィヒ・ヴィトゲンシュタインは中学生時代に『性と性格』を読んで強い感銘を受け、後に自ら最も大きな影響を受けた書物の一冊に挙げ、友人たちに一読を奨めている（Ray Monk: Ludwig Wittgenstein, The Duty of Genius, 1990）。しかしながら、ヴィトゲンシュタインはヴァイニンガーの思想にただ感動していただけではなく、ヴァイニンガーの立ち位置に対して根本的に不同意でもあった。ヴィトゲンシュタインはG・E・ムーアに「彼（ヴァイニンガー）に同意することは不要であり、あるいはむしろ不可能である。しかし彼の偉大さは、我々が同意しない事柄の中に存するのだ。偉大であることは、彼が犯した大きな過ちだ」と書き送っている。なお、ヴァイニンガーの箴言として知られる「論理と倫理は根本的に同じものだ。いずれも己自身への本分に他ならない」という言葉は、ヴィトゲンシュタインの言葉だった可能性がある。現代文明の腐敗という主題や、完全な者の天才に対する義務という主題は、ヴィトゲンシュタインの後期の著作に繰り返し登場するものである。

## ヴァイニンガーとナチス
ナチが拠り所とすることになった人種の理念に対してヴァイニンガーは積極的な批判を展開したが、ナチは反ユダヤ主義プロパガンダの一環として、ヴァイニンガーの言葉を前後の文脈から切り離して手前勝手に利用した。アドルフ・ヒトラーは、ヴァイニンガーを「まともなユダヤ人が一人だけいたが、そいつは自殺してしまった」と評したと伝えられているが、ナチは公的にはヴァイニンガーの著書を糾弾した。

## 著作
- PDF版の英訳著作選集
- Weininger, Otto. Geschlecht und Charakter: Eine prinzipielle Untersuchung, Vienna, Leipzig 1903, オンライン英訳版 - ドイツ語による原語版
- Weininger, Otto. Collected Aphorisms, Notebook and Letters to a Friend, Edited and translated by Kevin Solway and Martin Dudaniec, 2002, オンライン英訳版
- Weininger, Otto. Sex and Character: An Investigation Of Fundamental Principles. Ladislaus Löb (trans.) Indiana University Press, 2005. ISBN 0-253-34471-9
- Weininger, Otto. A Translation of Weininger’s Über die letzten Dinge (1904/1907)/On Last Things. Steven Burns (trans.) Edwin Mellen Press, 2001. ISBN 0-7734-7400-5
- 性と性格（1980年1月、地方・小出版流通センター、翻訳：竹内章）ISBN 978-4895460231